# Fe, Fi, Fo, Fum en Phooey

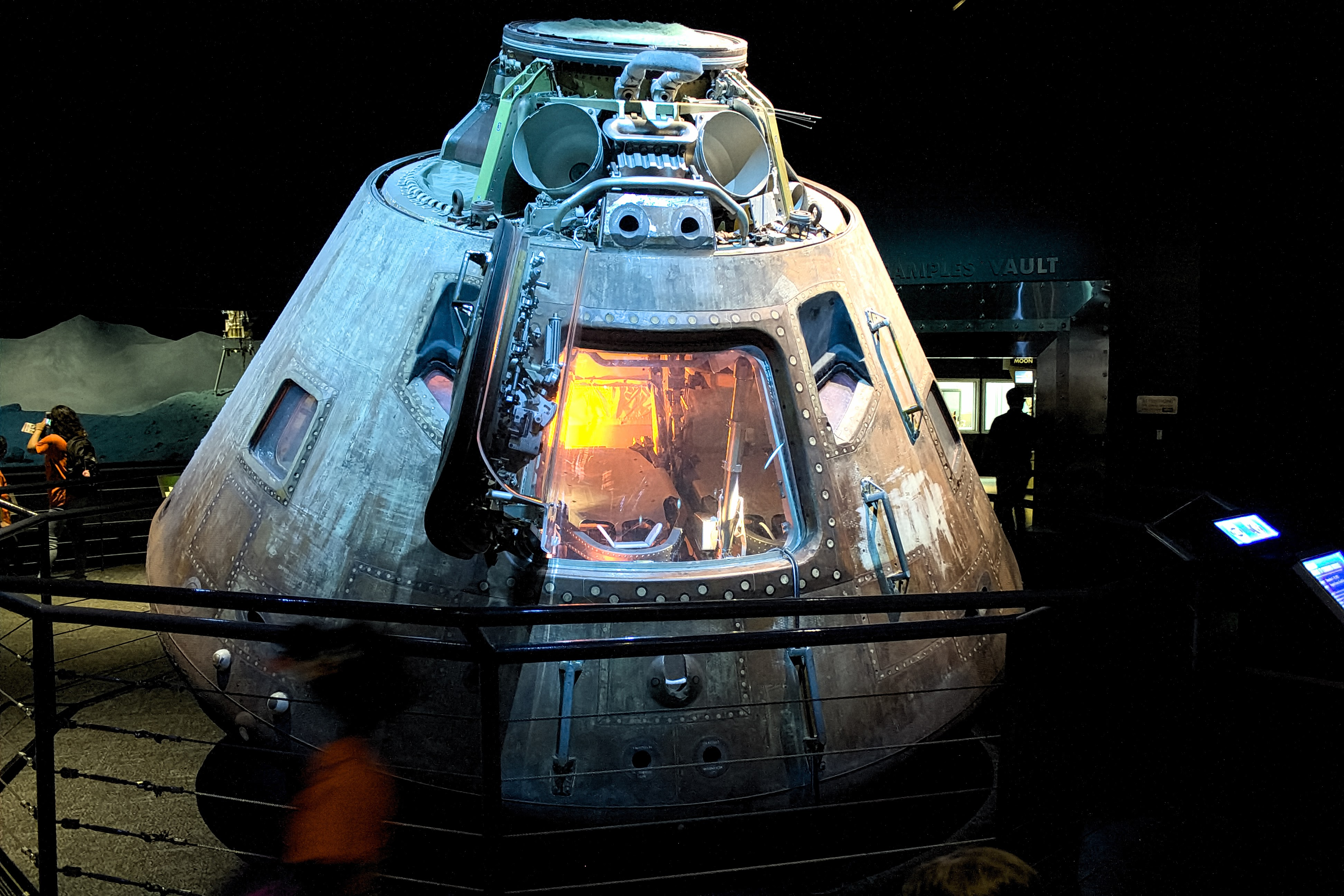
De vijf muizen keerden terug naar de aarde in de ommandomodule America van Apollo 17, nu te zien in het Space Center Houston

Fe, Fi, Fo, Fum en Phooey waren vijf kleine walzakmuizen (Perognathus longimembris) die in 1972 meereisden naar de Maan in de Apollo 17. NASA gaf hen de identificatienummers A3326, A3400, A3305, A3356 en A3352 maar hun bijnamen werden gegeven door Eugene Cernan, Harrison Schmitt en Ronald Evans, de bemanning van Apollo 17. De namen waren gebaseerd op Fee-fi-fo-fum, de eerste regel van het kwatrijn uit de 19e eeuw in het Brits sprookje Jack and the Beanstalk.
Fee-fi-fo-fum,

I smell the bones of an Englishman,

Be he alive, or be he dead

I'll grind his bones

to make my bread.

De vier mannelijke muizen, een vrouwelijke muis en Evans draaiden zes dagen en vier uur in een baan rond de maan in de commandomodule Amerika terwijl Cernan en Schmidt de laatste maanexcursies van het Apolloprogramma uitvoerden. Een van de muizen (A-3352) stierf tijdens de reis en de vier anderen werden na hun succesvolle terugkeer naar de Aarde gedood en ontleed voor hun beoogde biologische informatie.

## Experiment
De vijf muizen maakten deel uit van een biologisch kosmische stralenexperiment (BIOCORE). De muizensoort werd voor het experiment gekozen omdat ze goed gedocumenteerde biologische reacties hadden. Andere voordelen van de soort waren hun kleine omvang, het feit dat er geen drinkwater nodig was voor de verwachte duur van de missie, het produceren van sterk geconcentreerd afval en hun bewezen vermogen om omgevingsstress te weerstaan. Er werden stralingsmonitors geïmplanteerd onder hun hoofdhuid om te zien of ze schade zouden oplopen door kosmische straling. Er werd geen schade gevonden in het netvlies of de ingewanden van de muizen en latere studies toonden geen significant effect op de hersenen van de muizen ten gevolge van kosmische stralen.

## Ruimtevaartrecords
Ronald Evans en de vijf muizen delen twee ruimtevaartrecords: de langste tijd doorgebracht in een baan rond de maan (147 uur 43 minuten) en de meeste banen rond de maan (75).